# ولسوالی دایمیرداد
دایمیرداد یکی از ولسوالی‌های ولایت میدان وردک در خاور افغانستان است. جمعیت آن در سال ۲۰۲۰ (میلادی) حدود ۳۵٬۰۷۵ نفر اعلام شده است.
ترکیب جمعیتی باشندگان این ولسوالی از هزاره‌ها و پشتون‌ها تشکیل یافته است. هزاره‌های این ولسوالی را نیز عمدتاً قبیله‌های مختلف دایمیردادی تشکیل می‌دهند که در مناطق چون تولخشه، دامن پیتاب، دامن گیرو، سه‌شنیه و ناهورجوی سکونت دارند. بیشتر جمعیت این ولسوالی را هزاره‌ها تشکیل می‌دهند. ولی در بعضی نواحی آن پشتون‌ها نیز سکونت دارند که در دوره‌های مختلف تاریخی که هزاره‌ها مورد تبعیض شدید و سرکوب حکومت‌های آن دوره‌ها بودند بعضی نواحی این ولسوالی توسط دولت غصب و به پشتون‌های مهاجر داده شد که فعلاً نیز در این مناطق سکونت دارند.